# Leopold Buvry

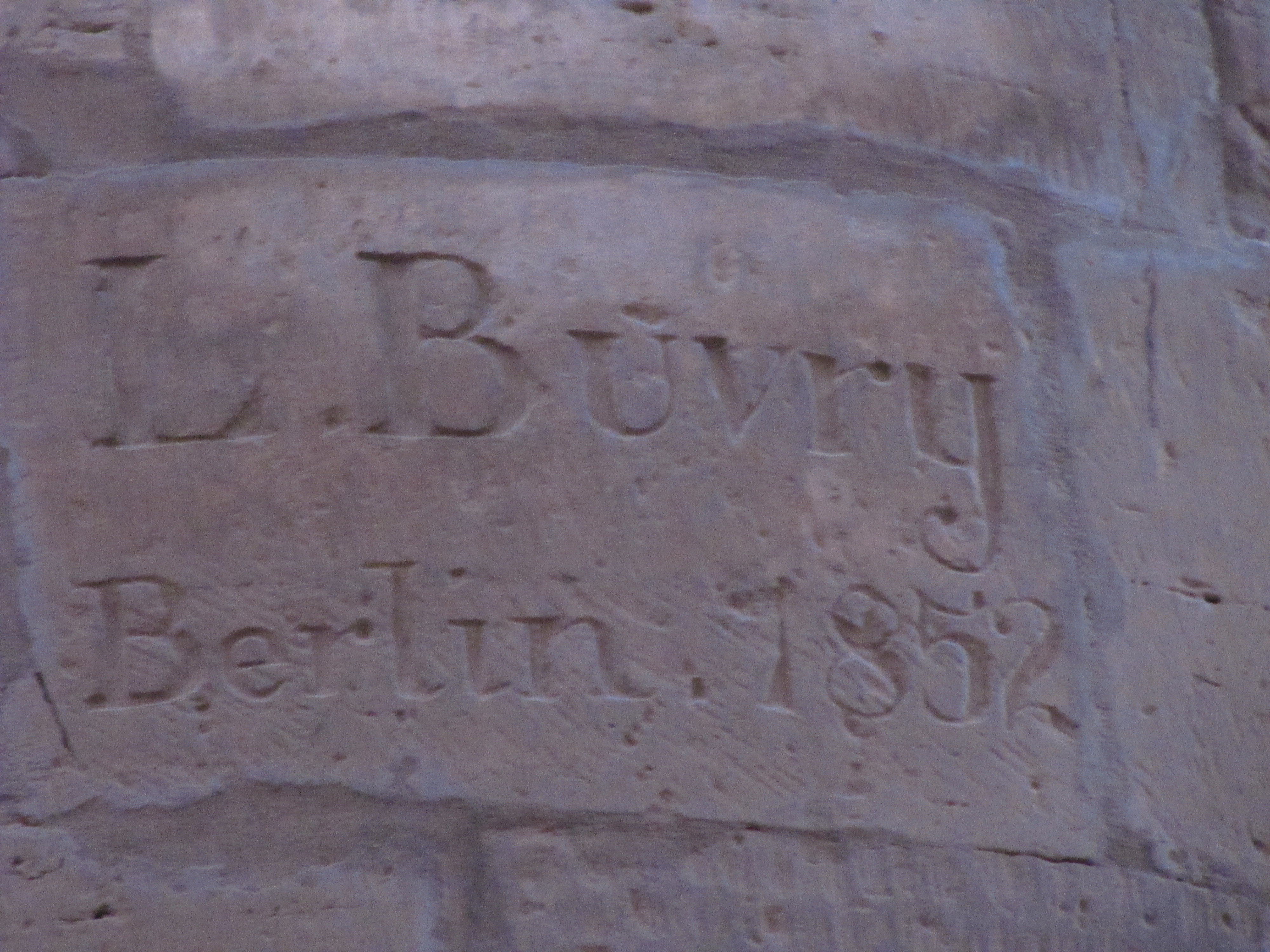
Inschrift von Buvry an einer Säule im Karnak-Tempel

Leopold Buvry (* 11. März 1822 in Berlin, † nach 1870) war ein deutscher Naturforscher. 
Ludwig Leopold Buvry promovierte 1854 an der Universität Jena. Er war General-Secretär des Acclimatisations-Vereins in Berlin, Mitglied des Central-Vereins für die deutschen Auswanderungs- und Kolonisationsangelegenheiten und korrespondierendes Mitglied der orientalischen Gesellschaft von Frankreich. 
1858 wurde er in die Deutsche Akademie der Naturforscher Leopoldina aufgenommen.
Buvry war befreundet mit Alfred Brehm. Eine in Nordafrika verbreitete Unterart des Kernbeißers ist seit 1862 nach Leopold Buvry benannt (Coccothraustes c. buvryi).

## Schriften und Werke
- Algerien und seine Zukunft unter französischer Herrschaft. 1855
- Mittheilungen aus Algerien: In: Zeitschrift für Allgemeine Erdkunde. 1858
- Relation d'un voyage d'exploration scientifique au Djebel Aurès en Algérie. 1859
- Anbauversuche mit ausländischen Nutzpflanzen in Deutschland. 1868